# Stazione di Hotel Miramonti
La stazione di Hotel Miramonti era una fermata della ferrovia delle Dolomiti che serviva l'Hotel Miramonti di Cortina d'Ampezzo. Inaugurata nel 1921, venne chiusa prima della soppressione della linea.

## Storia
Nel 1915 lo scoppio della Grande Guerra portò i soldati austriaci a realizzare una ferrovia "da campo" (in tedesco, Feldbahn) a scartamento ridotto per il trasporto di munizioni e provviste fra Dobbiaco e Landro con caratteristiche di ferrovia da campo. Finita la guerra, la linea rimase in completo abbandono fino alla primavera del 1919 quando il genio militare italiano intervenne a completare l'intera ferrovia fino a Calalzo, completata nel 1920 previo cambio di scartamento da 750 a 950 mm nelle tratte costruite dagli austriaci, utilizzando fra l'altro materiali posti in opera sulla tranvia Udine-San Daniele, prima che fosse decisa la riapertura di quest'ultima.
La linea, e con essa la fermata realizzata per agevolare i viaggiatori diretti al vicino Hotel, venne attivata il 15 giugno del 1921 sotto la direzione militare la linea fino al 1º gennaio 1923 quando l'esercizio fu affidato al Regio Circolo Ferroviario di Bolzano.
Nell'estate del 1924 il Ministero dei Lavori Pubblici affidò la concessione per l'esercizio, della linea della durata di 35 anni, alla Società Ferrovie delle Dolomiti (SFD), consociata alla Società Veneta.
Il 1 luglio 1929 fu inaugurata la trazione elettrica, che diede forte impulso al traffico ferroviario fino a tutta la seconda guerra mondiale.
Nel quadro degli interventi di velocizzazione del servizio la fermata venne infine soppressa, mentre il servizio Calalzo-Cortina sopravvisse fino al 17 maggio 1964, giorno di definitiva soppressione della linea.
Successivamente fu inaugurato un famoso hotel, il quale fu frequentato da importanti personaggi del cinema, della politica, principi e re stranieri, e importanti famiglie come i Manca.